# Million Reasons
A Million Reasons Lady Gaga amerikai énekesnő 2016-os Joanne című ötödik nagylemezének egyik dala. Eredetileg promóciós kislemezként jelent meg, később pedig 2016. november 8-án jelentették meg a rádióban második kislemezként. A dalt Gaga, Hillary Lindsey és Mark Ronson írták, producere Ronson, Gaga és BloodPop voltak. A dal ötlete Gaga és Lindsey egyik beszélgetéséből származik, címét pedig az énekesnő életében lévő férfiakról alkotott gondolatai inspirálták.
A szám műfajilag countryzenei hatásokkal rendelkező popdal. Dalszövegét tekintve egy kapcsolatban lévő „szívfájdalomról és reményről” szól, illetve refrénjében Gaga vallásos hitéről, amely összességében egy pozitív üzenetű dallá teszi. A kritikusok pozitívan értékelték a dal egyszerű produceri munkáját és szövegét. Kereskedelmi szempontból a Million Reasons a slágerlistákon az első 10 közé tudott kerülni Magyarországon, Szlovákiában, Svájcban, az Egyesült Államokban és Venezuelában, míg az első 20-ba jutott Kanadában, Olaszországban és Skóciában.
A dalhoz készült videóklipet Ruth Hogben és Andrea Gelardin rendezték, és folytatja az előző kislemezhez, a Perfect Illusion-höz készült klip történetét. A videóban Gagát láthatjuk, ahogy egy fehér stúdióban énekel, illetve egy sivatagban is szerepel könnyeivel küszködve, mielőtt érte jönnének barátai, hogy megvigasztalják. A Million Reasons népszerűsítése érdekében az énekesnő előadta a 2016-os Dive Bar Tour-ján, illetve számos televíziós fellépést is adott, így elénekelte a dalt a Victoria's Secret Fashion Show 2016-ban, a Super Bowl LI félidei showban, a 2017-es Coachella Fesztiválon és a 60. Grammy-gálán is. Ezen kívül ez volt a záródal Gaga 2017–2018-as Joanne World Tour elnevezésű világ körüli koncertsorozatán. Olyan előadók dolgozták fel a Million Reasons-t mint Kelsea Ballerini, a Grateful Dead-ből Bob Weir és a Phish-ből Trey Anastasio.

## Háttér és kiadás
Az album Perfect Illusion című első kislemezének 2016. szeptember 9-i kiadását követően, Lady Gaga bejelentette a Dive Bar Tour elnevezésű promóciós koncertsorozatát, amely során az énekesnő az Egyesült Államokban kisebb bárokban, illetve kocsmákban lépett fel új dalaival.
A koncerthelyszíneket nem hozták nyilvánosságra előre, ezáltal egy még bensőségesebb közegben léphetett fel. A kampányt a Bud Light szponzorálta, az első koncert pedig 2016. október 5-én volt. Az előadást élőben lehetett megtekinteni a Bud Light hivatalos Facebook oldalán. 2016. október 2-án számos médiaforrásban megjelent, hogy a turné első showján egy Million Reasons című új dalt is elő fog adni Gaga a Perfect Illusion mellett.
A Dive Bar Tour során az énekesnő felidézte, hogy ő és Hillary Lindsey zenész egy-egy kanapén üldögéltek és egy zongora, illetve gitár társaságában beszélgettek. Az énekesnő az életében jelenlévő férfiakról elmélkedett, köztük az édesapjáról és a párjairól is és azon tűnődött, hogy miért adnak neki millió okot arra, hogy elhagyja őket, de csupán egy okot akar, amiért érdemes maradnia. Lindsey-t, aki korábban nagy tapasztalatot szerzett countrydalok szerzésében Nashville-ben, az Interscope kiadó a Joanne egyik lehetséges közreműködőjének tekintette. A kiadó A&R-jaként dolgozó Aaron Bay-Schuck, aki már hallotta a Joanne kezdeti hanganyagait, bemutatta Gagát Lindsey-nek. Italozás közben összebarátkoztak egymással, az énekesnő pedig lejátszott neki néhány demót, amit szerzett. Lindsey emlékezett arra, hogy Gaga személyes élményeiből számos alkalommal készültek már dalok. A Million Reasonst hasonlóképpen a beszélgetésükből választották ki, sőt magát a címet is. Lindsey szerint a dalszerzési folyamat gördülékenyen ment, Gaga egy régimódi írógépet is használt.
A Million Reasons először promóciós célból digitális letöltésként, 2016. október 6-án vált elérhetővé azoknak, akik előrendelték a Joanne-t az iTunes-on keresztül. Azonban mikor a dal kiemelkedő eladásokat produkált, miután Gaga megjelent a The Late Late Show with James Corden Carpool Karaoke nevű szegmensében, a Million Reasonst választották a Joanne második kislemezének. Az amerikai poprádiókban 2016. november 8-án jelent meg.

## Felvételek és kompozíció

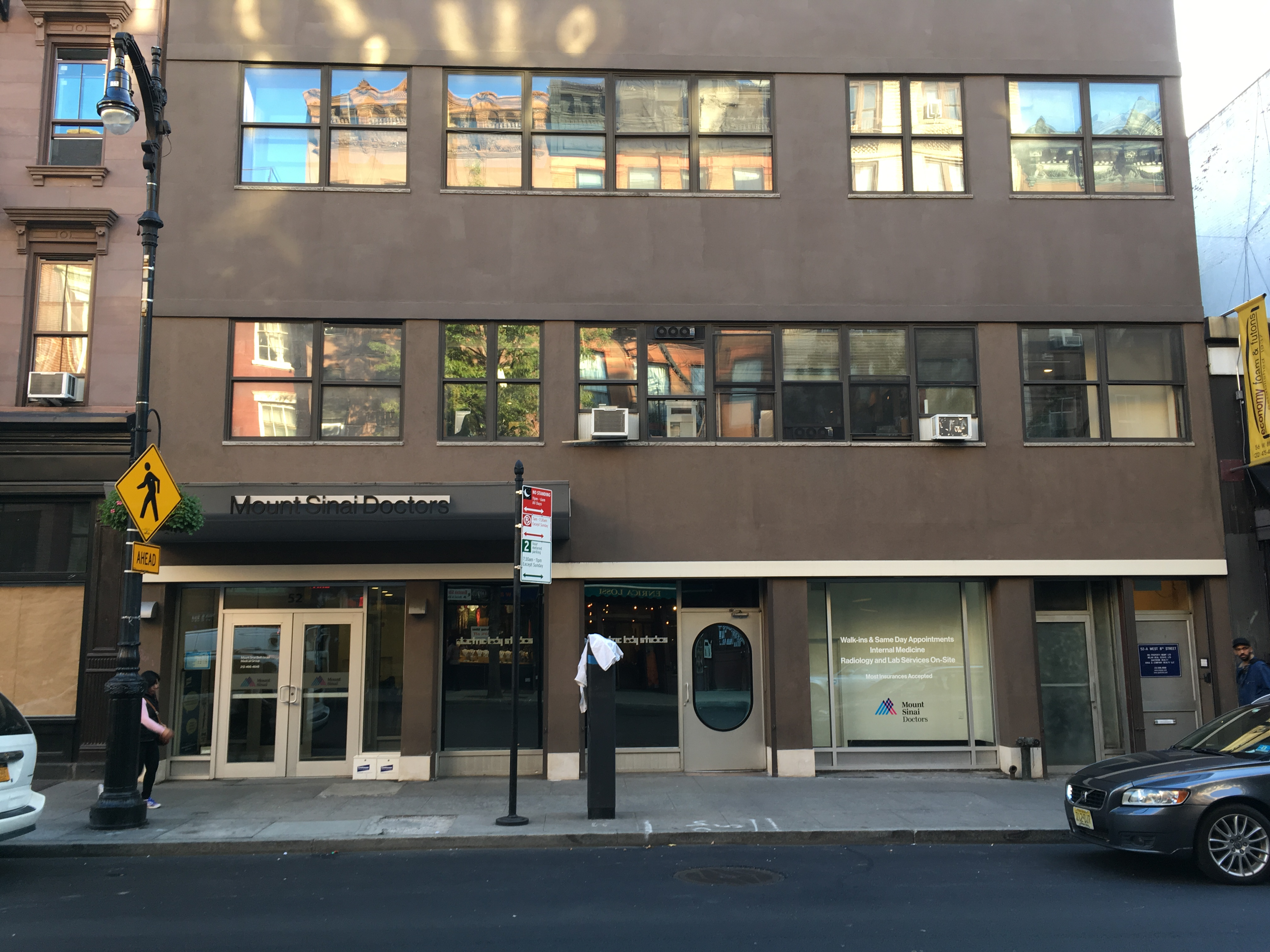
Electric Lady Studios, az egyik helyszín, ahol felvették a dalt

Gaga a Milion Reasons dalszerzését és  produceri munkáját Mark Ronsonnal végezte, míg a dalszerzésben Lindsey, a produceri feladatokban pedig BloodPop működött még közre. A szám felvételét és hangkeverését a kaliforniai Malibuban található Shangri-Lában és Gypsy Palace Studiosban, illetve a New York-i Electric Lady Studiosban Joshua Blair, Joe Visciano és Brandon Bost végezték. A maszterelést a Sterling Sound Studiosban Tom Coyne és Randy Merrill készítették. Hangszerek tekintetében Gaga zongorán játszik a dalban, míg a gitárjáték Lindsey-hez és Ronsonhoz köthető. BloodPop további hangszeres elemeket adott hozzá a számhoz, köztük szintihangokat és a húros hangszerek elrendezésével is foglalkozott.
Az NME-től Emily Mackay szerint a Million Reasons egy „hatásos, eget rengető emlékeztető, hogy Gaga mire képes egy minimalista balladával”. Az Idolator-tól Patrick Bowman egyetértett ezzel, és úgy írta le, hogy egy „country-hangzású [...] csendes ballada”, míg Stephen L. Betts a Rolling Stone-től popdalnak nevezte country zenei vonzerővel, hasonlóan Beyoncé Daddy Lessons című számához. Michael Cragget a The Guardian-tól Carrie Underwood karakteres stílusára emlékeztette, amit ő country balladásnak nevezett. Lyndsey Parker a Yahoo! Music-tól azzal viccelődött, hogy egyértelműen country zenészek írták. Kompozíciójában az énekesnő vokálját „halkan pengetett gitárhangok” és különböző erősségű ütőshangszerek támogatják. Gaga műfaját úgy írta le, hogy egy „country dal funkkal és rock 'n' rollal keverve”, és úgy érezte, hogy kompozíciója meglepetésszerű, mivel hiphop hangzáson alapszik.
A Million Reasons C-molban íródott, tempója pedig 64-es percenkénti leütésszámnál mozog. 4/4-es ütemben készült, Gaga hangterjedelme G3-tól E5 -ig terjed a dalban. Akkordmenete C–Am–F–G, ami a refrénben F–C–Am–G-re változik. A refrén során Gaga azt énekli, hogy „You're giving me a million reasons to let you go / You're giving me a million reasons to quit the show”. A szívfájdalomról és reményről szóló szövege az International Business Times munkatársa, Nicholas Mojica szerint garantált volt, hogy „rezonálni fog a hallgatókkal” a felvételen. A Bustle-től Amy Roberts azon elmélkedett, hogy ahogy a Joanne legtöbb dala esetében, úgy a Million Reasons-nél is egy rejtett jelentés is meghúzódik a dalban, és úgy vélte, hogy Gaga korábbi vőlegényével, Taylor Kinney-vel való szakításáról szól. A „quit the show” azaz „kilépni a showból” szókapcsolatot Roberts egy metaforaként írta le, ami azt jelenti, hogy Gaga úgy érzi, hogy nincs kedve az élethez, amit a második verze meg is erősít. A dalszöveg különböző szemszögekből megközelíthető, egyrészt szerelmi bánat, másrészt pedig az énekesnő vallásos hite is megéneklésre került benne. Roberts összegzésképpen azt írta, hogy „habár a dal rendkívüli szomorúsággal, zavarodottsággal és szívfájdalommal telinek tűnhet, a fő üzenete egészen pozitívnak tűnik”.

## Kritikusi fogadtatás
Cady Lang, a Time munkatársa nagyra becsülte a felvétel megható jellegét, amit szívfacsarónak írt le. Craig Jenkins a Vulture-tól a potenciális vonzerejét a Daddy Lessons-höz hasonlította szintén, mivel szerinte mindkettő játszható a country rádiókban is. Mojica a Million Reasons-t a hatodik helyre sorolta a Joanne legjobb dalai közt; dicsérte a dalszöveget és megjegyezte Lindsey munkáját is a dalban.
Az Idolator munkatársai a Million Reasons-t választották a „Rated & Reviewed” elnevezésű cikksorozatuk egyik dalának, amelyeket értékelni szerettek volna. Robbie Daw az oldaltól gratulált az énekesnőnek, hogy a 2011-es You and I című dalának létrehozta a javított produceri munkával elkészített country változatát. Rachel Sonis egyetértett ezzel, a számot egyszerűnek és bájosnak találta, összességében pedig 10-ből 8,5 ponttal jutalmazta. Azonban Carl Williott és Mike Wass csalódásukat fejezték ki, utóbbi úgy fogalmazott: „ez az éra még rosszabbul alakul, mint képzeltem.” Végül a kritikusok összesített pontszáma 10-ből 6,1 pontos lett. Hasonlóképpen Bowman ugyanettől a weboldaltól a Joanne egyik „legfelejthetőbb számának” nevezte. Habár a The Atlantic-től Spencer Kornhaber úgy vélte, hogy a kislemez „stabil alapokon áll”, véleménye szerint Gaga nem fordított elég figyelmet a dal részleteire, és azt állította, hogy Taylor Swift amerikai énekesnő ugyanennyi erőfeszítéssel sokkal jobbat tudna alkotni.
A Billboard a 35. helyen szerepeltette a Million Reasons-t 2016 100 legjobb popdalairól készített listáján. Rena Gross a magazintól azt írta, hogy „a vokál ámulatba ejtő előadásmódja tökéletesen egységbe zárja a lehetetlen iránti vágyódásunkat”. Gary Trust szintén a Billboardtól készített egy cikket azzal a címmel, hogy „A Million Reasons-szel Lady Gaga visszahozza a vokalista korszakot?”, amelyben rádiós programkészítőkkel csinált interjút, és arról elmélkedett, hogy a szám „emlékezteti a rádiókat és a rajongókat Gaga tehetségére túl a védjegyévé vált különös öltözködésen és személyiségen”. A programkészítők azt mondták, hogy a dal hagyományos jellege beleillik a jelenlegi amerikai rádiók műsorába. Gaga és a Million Reasons díjat kapott „A legjobb szóló popénekes teljesítmény” kategóriában a 60. Grammy-gálán.

## Kereskedelmi fogadtatás
Azt követően, hogy eredetileg a Joanne első promóciós kislemezeként jelentették be, a Million Reasons számos slágerlistára fel tudott kerülni. Az Egyesült Államokban a 76. helyen debütált a Billboard Hot 100-on, amivel karrierje során 24. alkalommal tudott felkerülni a listára, és másodszorra a Joanne dalaival. Később az 57. helyre tudott előrelépni a Hot 100-on. Szereplését segítette a 15 000 digitális letöltés, amivel a Digital Songs elnevezésű listán a 38. pozíciót szerezte meg. A dal a 38. helyen nyitott a Mainstream Top 40 rádiós listán a 2016. december 13-ai héten. Ugyanezen a héten miután Gaga fellépett a 2016-os Victoria's Secret Fashion Show-ban, a Million Reasons már az 52. helyre jött fel a Hot 100-on. Ekkor 44 000 digitális kópiát értékesítettek belőle (144%-os javulás), amivel a 34. helyről a hatodik helyre ugrott előtt a Digital Songs-on, amivel Gaga megszerezte 16. top 10-es szereplését a listán. Stream-adatait tekintve 24,4 milliót ért el az országban.
Miután Gaga fellépett a Super Bowl LI félidei showban a Million Reasons-szel, a dal újra felkerült a Hot 100-ra a negyedik helyre, amivel beállította LL Cool J és Jennifer Lopez rekordját abban a tekintetben, hogy a lista története során ez a legmagasabb pozíció, amivel vissza tudtak kerülni a Hot 100-ra. A helyezés nagyban annak is volt köszönhető, hogy első lett a dal a Digital Songs-on 149 000 eladással, ami 1334%-os javulás volt az előző héthez képest. Ezen kívül 7,6 millió amerikai streamet és 15 milliós rádiós hallgatottságot mértek még ezen a héten. A Million Reasons lett Gaga 14. top 10-es dala az országban, és az első kislemeze, aminek sikerült ezt elérnie a 2013-as Applause óta. Emellett az ötödik első helyezése volt a Digital Songs-on, ahol legutóbb a Born This Way volt tőle első 2011-ben. A Million Reasons a 36. helyen debütált a Radio Songs listán 32 milliós rádiós hallgatottsággal, a későbbi legjobb helyezése pedig a 24. pozíció volt. Ezen kívül a Mainstream Top 40-en a 17., míg az Adult Top 40 rádiós listán az 5. volt a legjobbja. Az Adult Top 40 listán elért top 10-es szereplése 2013 óta az első alkalom volt számára, amikor is a Applause ugyanígy 5. tudott lenni. A Million Reasons háromszoros platinalemez minősítést kapott az Amerikai Hanglemezgyártók Szövetségétől (RIAA), és 2018 februárjáig összesen 1,1 millió példányt értékesítettek belőle az országban digitálisan.
Az Official Charts Company adatai szerint a dal a 48. helyen nyitott az Egyesült Királyságban, míg Skóciában a 11. lett, amely a legjobb helyezése is volt egyben. Miután Gaga fellépett a dallal a The X Factor című tehetségkutató műsorban, ismét felkerült a brit kislemezlistára a 60. helyre 10 396 eladott példánnyal. Tovább javított pozícióján, mikor előadta a dalt az Alan Carr-ban, illetve megjelent a videóklipje. Ekkor a szám a 60. helyről a 39. helyre lépett előre 15 943 eladott egységgel, amivel elérte legjobb helyezését, Gaga pedig megszerezte 18. top 40-es dalát a listán. Franciaországban a 107. pozícióban nyitott a SNEP adatai alapján, ami a kilencedik legelőkelőbb debütálás volt a 2016. október 8-ai héten. A következő héten a 29. helyével megszerezte későbbi legjobb eredményét is, és a Million Reasons lett a legtöbb helyet javító dal a listán, miután összesen 76 pozíciót tudott előreugrani. Másutt 34. volt a legjobbja Ausztráliában, illetve a hetedik volt Svájcban, amivel a legelőkelőbb pozíciója volt Gagának a 2013-as Applause óta.

## Videóklip

### Háttér és történet

Gaga a videóklipben, miközben vigasztalják a barátai. A V-től Ian David Monroe elemzése szerint a klip legszívszaggatóbb része, amely bemutatja Gaga életútját.

A Million Reasons-höz készült videóklipet Ruth Hogben és Andrea Gelardin rendezték hasonlóan, ahogy az előző kislemezt, a Perfect Illusion-t is. Gaga bejelentette, hogy a Million Reasons klipje a Perfect Illusion-ben megkezdett történet folytatása lesz. 2016. december 14-én jelent meg az MTV-n, majd ezt követően világszerte az énekesnő Vevo csatornáján is elérhetővé vált. A videó úgy kezdődik, hogy Gaga a naplementében a sivatagban fekszik, ahogy a Perfect Illusion végén látható volt, majd a távolból fekete utcai terepjárók közelítik meg. Gaga csapatának tagjai szállnak ki az autókból, és egy videóforgatásra viszik, ahol felkészül, hogy előadja a Million Reasons-t. Ahogy készülődni kezd, az énekesnő észrevesz egy kis dobozt masnival átkötve az asztalán. A videóban ezt követően több visszatekintés váltogatja egymást: Gaga egy fehér stúdióban gitárral a kezében énekel, kimentik és megvigasztalják a barátai a sivatagban és könnyekben tör ki. Végül Gaga kinyitja a dobozkát, amiben egy rózsafüzért talál és egy üzenetet, amin az olvasható, hogy „Szeretlek, nővérkém”.

### Fogadtatás és elemzés
Ian David Monroe a V-től a videót a Perfect Illusion „éles ellentétének” találta. Megjegyezte, hogy nem látható benne „hagyományos szerelmi történet”, hanem inkább Gaga saját csapatára fókuszál. Monroe azt feltételezte, hogy mivel Gaga nem sokkal korábban árulta el egy nyílt levélben, hogy Poszttraumatikus stressz szindrómában (PTSD) szenved, a videók közötti folytatás témája érthető. A videók azt mutathatják be, hogy Gagát durván kezelték a karrierje elején, csípőfájdalommal is turnézni kényszerítették (amit a Perfect Illusion-ben látható tánca ír le), és végül a Million Reasons klipjében a csapata segít neki a gyógyulásban és a Joanne megalkotásában. Brian Joseph a Spin-től úgy vélte, hogy a videó „őszinte érzelmeket” mutat be és hozzátette, hogy a klip összhangban van az „érzelmileg sebezhető témákkal, amik a Joanne-en szerepelnek”. Julianne Shepherd a Jezebel-től Gaga külsejét a videóklipben Stevie Nicks énekesnőhöz hasonlította, és azt írta, hogy a klip „a rock-and-roll mítosz filmszerű játékával” készült, és „a mindennapos színfalak mögötti turnés előkészületek képeit kapcsolja egy magányosságról és elszigeteltségről szóló dalhoz, ahol megtöri az előadókat, hogy örökké úton vannak.”
Evan Ross Katz a Mic-től a videót „egy nagyon spirituális utazásnak” írta le hasonlóan az énekesnő előző klipjeihez. Justin Harp a Digital Spy-tól a klipet „lélegzetelállítónak” és „szívszaggatónak” nevezte, majd hozzátette, hogy „kiemeli a veszteség témáját és végül a megváltást”, ahogy azt ebben a szerelmes dalban is megénekli. A Bustle-től Shannon Carlin úgy érezte, hogy az „érzelmes” videókliptől „a rajongói és akik nem rajonganak érte, azok is másképpen fognak Gagára tekinteni”. Carlin a videót Christina Aguilera 2002-es Beautiful című kislemezének klipjéhez hasonlította, amelyben hasonló érzelmes és bátorító képkockák láthatóak, végül pedig hozzátette: „Ahogy Aguilera, Gaga is érzékelteti, hogy ki ő azáltal, hogy megszabadítja magát a korábbi években látható pompától és a külsőségektől, és valami nyerset ad a rajongói számára.”

## Élő előadások
A Million Reasons első ízben a Dive Bar Tour-on került előadása 2016. október 5-én. A fellépés helyszíne egy Nashville-i bár volt, ahol Hillary Lindsey is csatlakozott Gagához a színpadon. Az előadását Brittany Spanos a Rolling Stone-tól „szívből jövőnek” tartotta. Az A-Yo-val és a Million Reasons -szel lépett fel Gaga a Saturday Night Live-ban 2016. október 22-én. Utóbbi esetében egy leegyszerűsített előadással készült, amelyben egy zongorával adta elő a dalt, a háttérvokált pedig Lindsey biztosította. A Paste-től Chris White Gagát egy „hihetetlen előadónak és vokalistának” nevezte a fellépés alapján, majd hozzátette, hogy az énekesnő „érti milyen színpadi technikával kell élő zenét játszani az SNL színpadán”. Az előadásból meghallgatható elkülönített mikrofonfelvétel alapján szintén dicsérték Gaga hangi képességeit. A fellépést követő héten Gaga Japánba utazott, hogy népszerűsítse a Joanne-t, ahol elénekelte a számot a SMAP×SMAP című show-műsorban egy hatalmas lótuszvirág belsejében ülve.

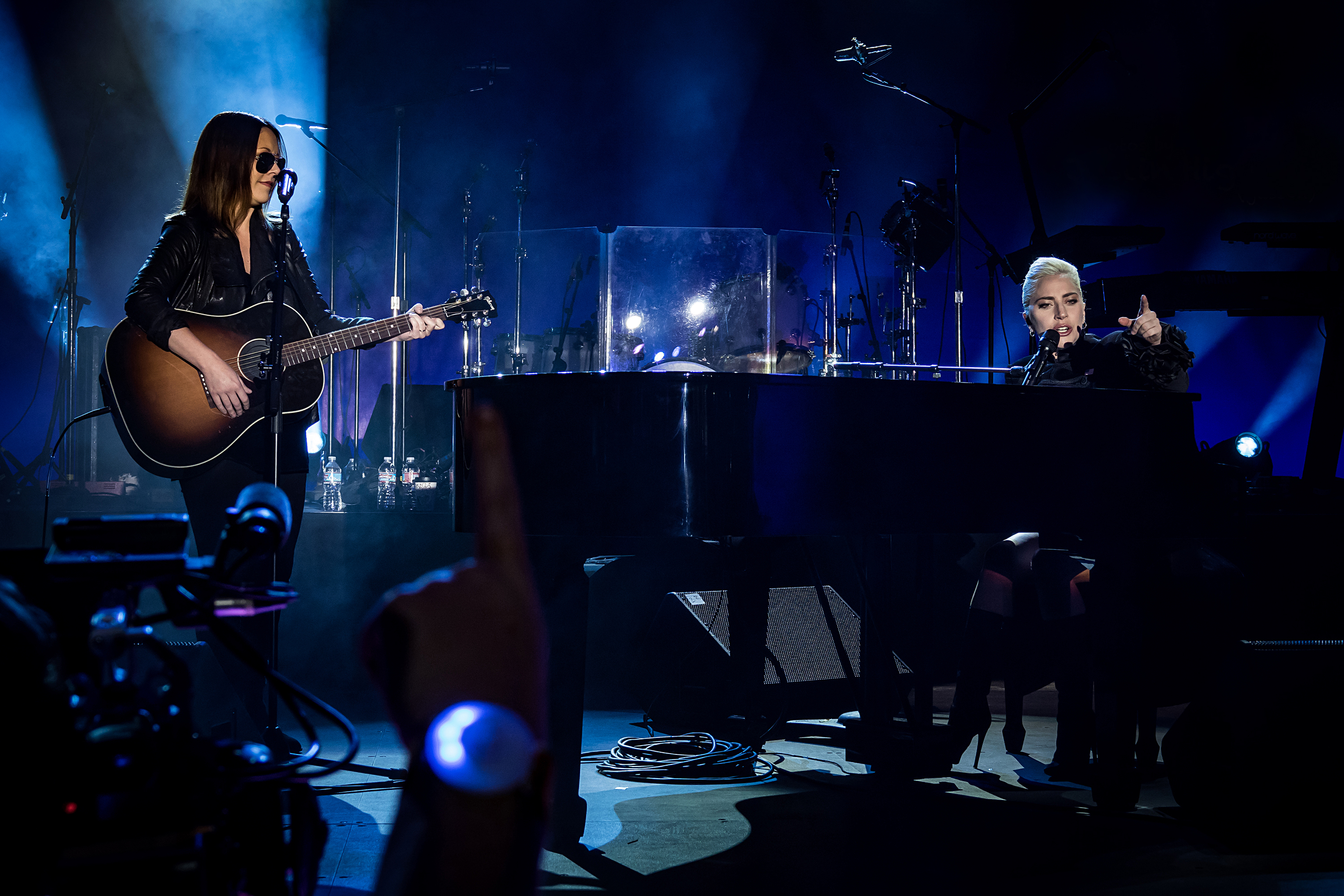
Gaga és Hillary Lindsey a Million Reasons előadása közben a 2016-os Airbnb Open Spotlight-on

A 2016-os American Music Awards-on a Million Reasons-t adta elő gitárral kezében egy olyan díszlettel, ami egy táborhelyre emlékeztetett. Egyöntetűen magasztalták a fellépést, köztük Hilton Dresden az Out-tól „szívbe markolónak” nevezte az előadást, míg a The Huffington Post-tól Cole Delbyck „felkavarónak és érzelmesnek” nevezte. A Billboard az est harmadik legjobb performanszának titulálta, és az „emlékezetes” szóval írta le. Néhány nappal később Gaga ellátogatott az Ali Forney LMBT közösségi központba, és elénekelt egy akusztikus verziót a Million Reasons-ből egy zongora tetején ülve „Be Brave”, azaz légy bátor feliratú pólóban. A dal következő előadása a 2016-os Victoria's Secret Fashion Show-ban volt Párizsban. A tényleges színpadi fellépést megelőzően Gaga elénekelte a számot a színfalak mögött a show néhány modelljével együtt. A fellépésre Gaga egy halfarok uszállyal rendelkező hosszú nyakú és hosszú ujjú dresszt választott, amire vörös rózsákat nyomtattak. A The Daily Telegraph-tól Bethan Holt szerint kinézete kontrasztban állt a hiányosan öltözött modellekkel, akik elsétáltak mellette integetve. Delbyck a The Huffington Post-ban azt írta, hogy Gaga „hamisnak” hangzott az előadás során, és észrevételezte a „kínosnak” vélt interakcióját a modellekkel. Ezen kívül azon a véleményen volt, hogy a Joanne dalai nem voltak a legjobb választások egy Victoria's Secret showhoz. Később ebben az évben Gaga volt a meglepetésfellépő a 2016 Airbnb Open Spotlight-on, ahol Lindsey-vel adta elő a dalt, illetve megjelent a The Late Late Show with James Corden című műsor Carpool Karaoke című szegmensében, ahol a Million Reasons-t énekelte utoljára a járműben.

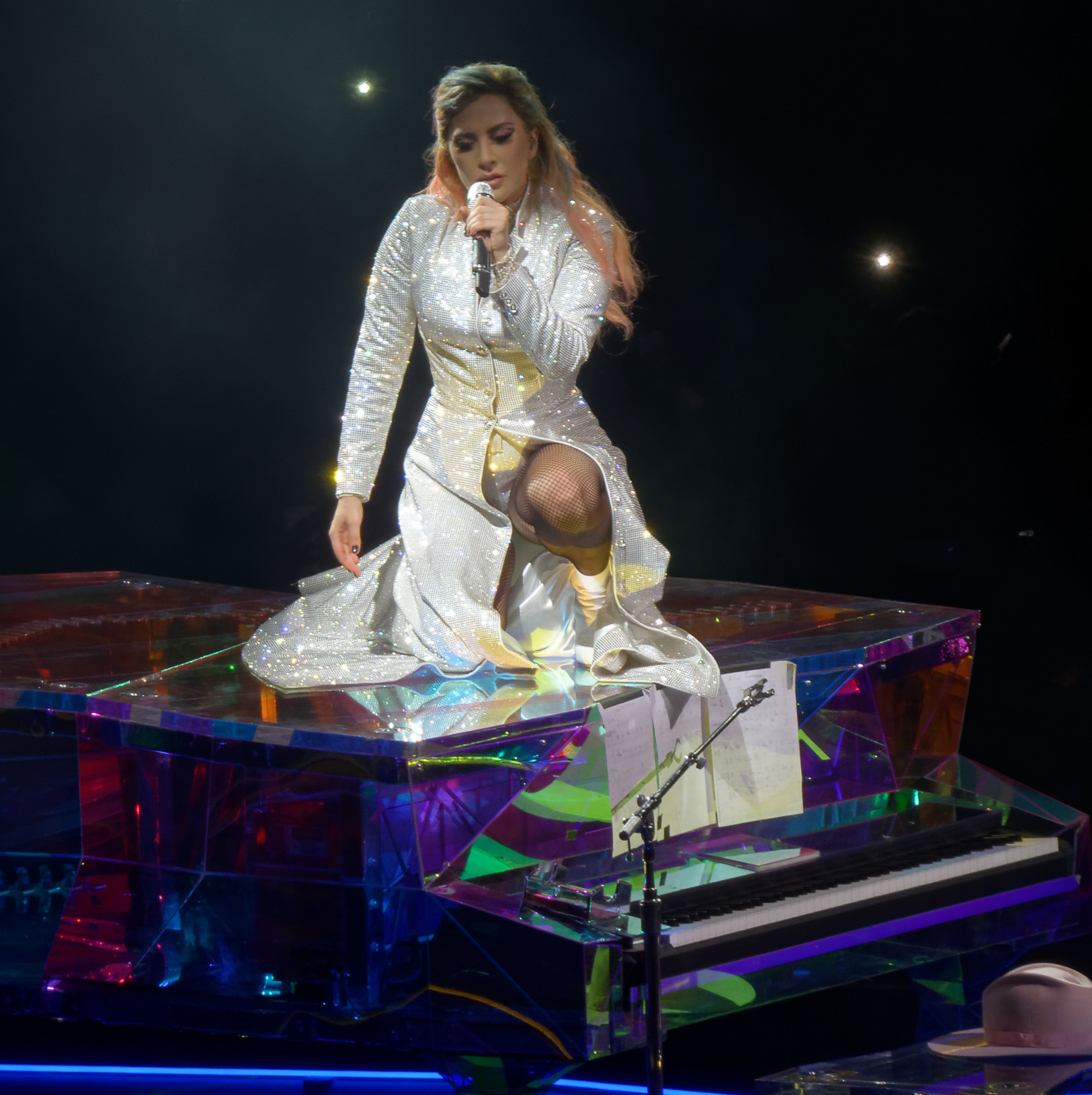
Gaga a Million Reasons előadása során egy zongora tetején a Joanne World Tour-on

Az énekesnő megkezdte a Joanne népszerűsítését az Egyesült Királyságban is, ahol egy bensőséges meglepetéskoncertet adott a Million Reasons-szel zongorán a London Shepherd's Bush részében található Westfield bevásárlóközpontban. 2016. december 4-én előadta a dalt a The X Factor 13. évadának elődöntőjében a Wembley Park-ban lévő Fountain Studios-ban. Füstből kiemelkedve adta elő a számot, később pedig kalapját a közönség felé dobta, majd letépte magáról bőrkabátját. Két nappal később elénekelte a dalt a 2016-os Royal Variety Performance-en és az Alan Carr's Happy Hour-ben.
2017. február 5-én Gaga volt a sztárfellépő a Super Bowl LI félidei show-ban, és a Million Reasons is szerepelt a koncert számlistáján. Az énekesnő leült zongorájához, a közönséghez intézett néhány szót, majd elkezdte a dal előadását. A végén a nézők közé lépett, és úgy fejezte be a dalt, hogy megölelt egy nőt közülük. Tracy Gilchrist a The Advocate-től elismerően írt Gagáról, és úgy vélte, hogy a dalszöveg utalt az Egyesült Államok politikai környezetére, amely Donald Trump megválasztása után alakult ki. A 2017-es Coachella-völgyi Zenei és Művészeti Fesztiválon adott koncertjén Gaga a Million Reasons Andrelli remixét adta elő. A dal volt a 2017–2018-as Joanne World Tour elnevezésű világ körüli turnéjának záródala, amely során Gaga a pink Joanne kalapot, egy csillogó köpenyt és Giuseppe Zanotti cipőt viselt. A zongoránál kezdte a dal előadását, majd később tetejére felállva folytatta.
2017 októberében Gaga meglepetésfellépést adott a One America Appeal jótékonysági koncerten Texasban, ahol mind az öt korábbi élő amerikai elnök is jelen volt, hogy pénzt gyűjtsenek azoknak, akiket az abban az évben történt hurrikánkatasztrófa sújtott. Három dalát énekelte el – a Million Reasons-t, a You and I-t és a The Edge of Glory-t. Gaga a Joanne című dalával együtt énekelte a Million Reasons-t a 60. Grammy-díjátadó gálán, amely során egy pink tüll uszályos estélyi ruhát viselt. Egy angyalszárnyakkal borított zongoránál ülve énekelte a dalt, miközben Ronson is csatlakozott hozzá a színpadon és gitáron kísérte. A fellépést a Joanne előadásával kezdte, majd miután megemlítette a Time's Up mozgalmat, a Million Reasons következett, aztán később felállt a zongorától, és úgy folytatta a dal éneklését. Az előadást úgy zárta, hogy hátradőlve ráfeküdt a hangszerre.

## Feldolgozások
Kelsea Ballerini country énekesnő felvett egy erősítő nélküli verziót a Million Reasons-höz, és feltöltötte a Instagram oldalára a következő szöveggel: „Nagyon izgatott vagyok az új Gaga dal miatt és mint mindig, meghajolok Hillary Lindsey előtt, hogy a legjobb dalokat írja”. Isis Briones  a Vogue-tól dicsérte a feldolgozást, és azt írta róla, hogy „Ballerini teljesen leegyszerűsítette csak egy gitárral a kezében, és egy hihetetlenül megindító előadást hozott létre csupán néhány másodperc alatt. Nem csak hogy újra le akarod majd játszani ezt a videót, de a dalban hallható hangja teljesen más fényben tünteti majd fel.” A The Voice versenyzője, Christian Cuevas feldolgozta a dalt a show tizenegyedik évada során. Az előadást pozitívan értékelte a zsűri, és véleményük szerint egy „hihetetlen pillanatot” hozott létre vele a műsorban. Gaga Twitterén keresztül szintén elismerte Cuevas hangi adottságait.
Közösen dolgozta fel a dalt a Grateful Dead-ből Bob Weir és a Phish-ből Trey Anastasio a Wanee Music Festival során Floridában. A duó akusztikus gitáron játszott, majd egymás között cserélgették a vezető és a harmonizáló vokál szerepét. Ryan Reed a Rolling Stone-tól úgy vélte, hogy a feldolgozás „egy kellemesen nyersebb változata Gaga Joanne balladájának”. A 2017–2018-as Katy Perry Witness: The Tour-jának nyitóelőadójaként Noah Cyrus is elénekelte a Million Reasons-t a turné első állomásán, a kanadai Montrealban.

## A kislemez dalai és formátuma
- Digitális letöltés – remix[91][92]

1. Million Reasons (KVR remix) – 3:27
2. Million Reasons (Andrelli remix) – 4:00

## Közreműködők és menedzsment
A következő közreműködők listája a Joanne albumon található CD füzetkében található.

### Menedzsment
- Stefani Germanotta P/K/A Lady Gaga (BMI) Sony ATV Songs LLC / House of Gaga Publishing, LLC/ BIRB Music (ASCAP)
- Jogi ügyek: BMG Rights Management LLC / Songs of Zella (BMI)
- Felvételek: Shangri-La Studios, Gypsy Palace Studios (Malibu, Kalifornia), Electric Lady Studios (New York)
- Maszterelés: Sterling Sound Studios (New York)

### Közreműködők
- Lady Gaga –dalszerzés, vokál, producer, zongora
- Hillary Lindsey – dalszerzés, kiegészítő vokál, gitár
- Mark Ronson – dalszerzés, producer, gitár, basszus
- BloodPop – producer, szintik, ütem programozás, húros hangszerek elrendezése
- Joshua Blair – felvételek
- Joe Visciano – felvételek, hangkeverés
- Brandon Bost – felvételek, hangkeverés
- Tom Elmhirst – hangkeverés
- Tom Coyne – maszterelés
- Randy Merrill – maszterelés
- David "Squirrel" Covell – felvételi asszisztens
- Barry McCreedy – felvételi assisztens

## Slágerlistás helyezések
| Lista (2016–17)                       | Legjobb helyezés |
| ------------------------------------- | ---------------- |
| Ausztrália (ARIA)                     | 34               |
| Ausztria (Ö3 Austria Top 40)          | 52               |
| Belgium (Ultratip Flanders)           | 14               |
| Belgium (Ultratop 50 Wallonia)        | 32               |
| Csehország (Singles Digitál Top 100)  | 48               |
| Egyesült Királyság (UK Singles Chart) | 39               |
| Euro Digital Songs (Billboard)        | 12               |
| Franciaország (Single Top 100)        | 29               |
| Írország (IRMA)                       | 58               |
| Kanada (Canadian Hot 100)             | 16               |
| Kanada AC (Billboard)                 | 27               |
| Kanada CHR/Top 40 (Billboard)         | 37               |
| Kanada Hot AC (Billboard)             | 25               |
| Magyarország (Single Top 40)          | 10               |
| Németország (Media Control Charts)    | 85               |
| Olaszország (FIMI)                    | 12               |
| Portugália (AFP)                      | 53               |
| Skócia (Scottish Singles Top 40)      | 11               |
| Spanyolország (PROMUSICAE)            | 22               |
| Svájc (Schweizer Hitparade)           | 7                |
| Svédország (Sverigetopplistan)        | 71               |
| Szlovákia (Rádio Top 100)             | 8                |
| Szlovákia (Singles Digitál Top 100)   | 9                |
| Új-Zéland Heatseekers (RMNZ)          | 2                |
| US Billboard Hot 100                  | 4                |
| US Adult Contemporary (Billboard)     | 14               |
| US Adult Top 40 (Billboard)           | 5                |
| US Hot Dance Club Songs (Billboard)   | 33               |
| US Mainstream Top 40 (Billboard)      | 17               |
| Venezuela English (Record Report)     | 5                |

| Lista (2017)                      | Helyezés |
| --------------------------------- | -------- |
| Olaszország (FIMI)                | 70       |
| Svájc (Schweizer Hitparade)       | 59       |
| US Adult Contemporary (Billboard) | 29       |
| US Adult Top 40 (Billboard)       | 28       |
| US Digital Song Sales (Billboard) | 33       |

## Minősítések
| Régió | Minősítés  | Eladott példányszám |
| --- | ---------- | ------------------- |
| Ausztrália (ARIA) | 4× platina | 280 000‡            |
| Ausztria (IFPI Austria)                                                                                                 | platina    | 30 000‡             |
| Brazília (Pro-Música Brasil)                                                                                            | gyémánt    | 250 000‡            |
| Kanada (Music Canada)                                                                                                   | arany      | 40 000‡             |
| Dánia (IFPI Denmark) | arany      | 45 000‡             |
| Franciaország (SNEP) | platina    | 200 000‡            |
| Olaszország (FIMI) | 3× platina | 150 000‡            |
| Németország (BVMI) | arany      | 200 000‡            |
| Norvégia (IFPI Norway)                                                                                                  | platina    | 60 000‡             |
| Lengyelország (ZPAV) | 2× platina | 40 000‡             |
| Egyesült Királyság (BPI)                                                                                                | platina    | 600 000‡            |
| Egyesült Államok (RIAA)                                                                                                 | 3× platina | 1 100 000           |
| Új-Zéland (RMNZ) | 2× platina | 60 000‡             |
| Streaming |            |                     |
| Svédország (GLF) | arany      | 4 000 000†          |
| ‡ Eladási+streaming példányszámok kizárólag a minősítés alapján. † Csak streaming számok kizárólag a minősítés alapján. |            |                     |

## Megjelenések
| Ország           | Dátum              | Formátum                                | Kiadó                | Forr.   |
| ---------------- | ------------------ | --------------------------------------- | -------------------- | ------- |
| Világszerte      | 2016. október 5.   | Digitális letöltés (promóciós kislemez) | Interscope Universal | [ 135 ] |
| Egyesült Államok | 2016. november 8.  | Rádiós megjelenés                       | Interscope Universal | [ 11 ]  |
| Olaszország      | 2016. november 25. | Rádiós megjelenés                       | Interscope Universal | [ 136 ] |
| Világszerte      | 2017. február 17.  | Digitális letöltés – KVR remix          | Interscope Universal | [ 91 ]  |
| Világszerte      | 2017. március 17.  | Digitális letöltés – Andrelli remix     | Interscope Universal | [ 92 ]  |

## Fordítás
- Ez a szócikk részben vagy egészben  a   Million Reasons című angol Wikipédia-szócikk fordításán alapul.  Az eredeti cikk szerkesztőit annak laptörténete sorolja fel. Ez a jelzés csupán a megfogalmazás eredetét és a szerzői jogokat jelzi, nem szolgál a cikkben szereplő információk forrásmegjelöléseként.